# 청양 화정사 목조보살좌상
청양 화정사 목조보살좌상(靑陽 和鼎寺 木造菩薩坐像)은 대한민국 충청남도 청양군, 화정사에 있는 목조 불상이다. 2009년 1월 20일 충청남도 유형문화재 제201호로 지정되었다.

## 개요
청양군 남양면 신왕리 262-4번지에 소재한 청양 화정사 목조보살좌상은 높이 900mm, 무릎폭 545mm이다. 17세기에 제작된 것으로 추정되며 세밀한 조각 상태 및 개금상태는 양호하다. 목조보살좌상은 신체비례감이 정확하고, 잔잔한 미소를 머금은 상호가 단아하며 수려한 보관장식과 유혀한 의습표현등은 17세기 목조보살좌상의 전형적인 조형양식을 보여준다.

## 참고 자료
- 청양화정사 목조보살좌상 - 국가유산청 국가유산포털